# Mavra Isidorovna Yuryeva
Mavra Isidorovna Yuryeva, född 1780, död 1828, var en rysk hovfunktionär.  
Hon var anställd som hovdam hos kejsarinnan Maria Fjodorovna. 
Hon var mätress till tsar Paul I av Ryssland, med vilken hon fick ett barn: Marfa Pavlovna Musina-Yuryeva (maj eller juni 1801 - 17 september (29), 1803). 